# Bitwa pod Pakosławiem

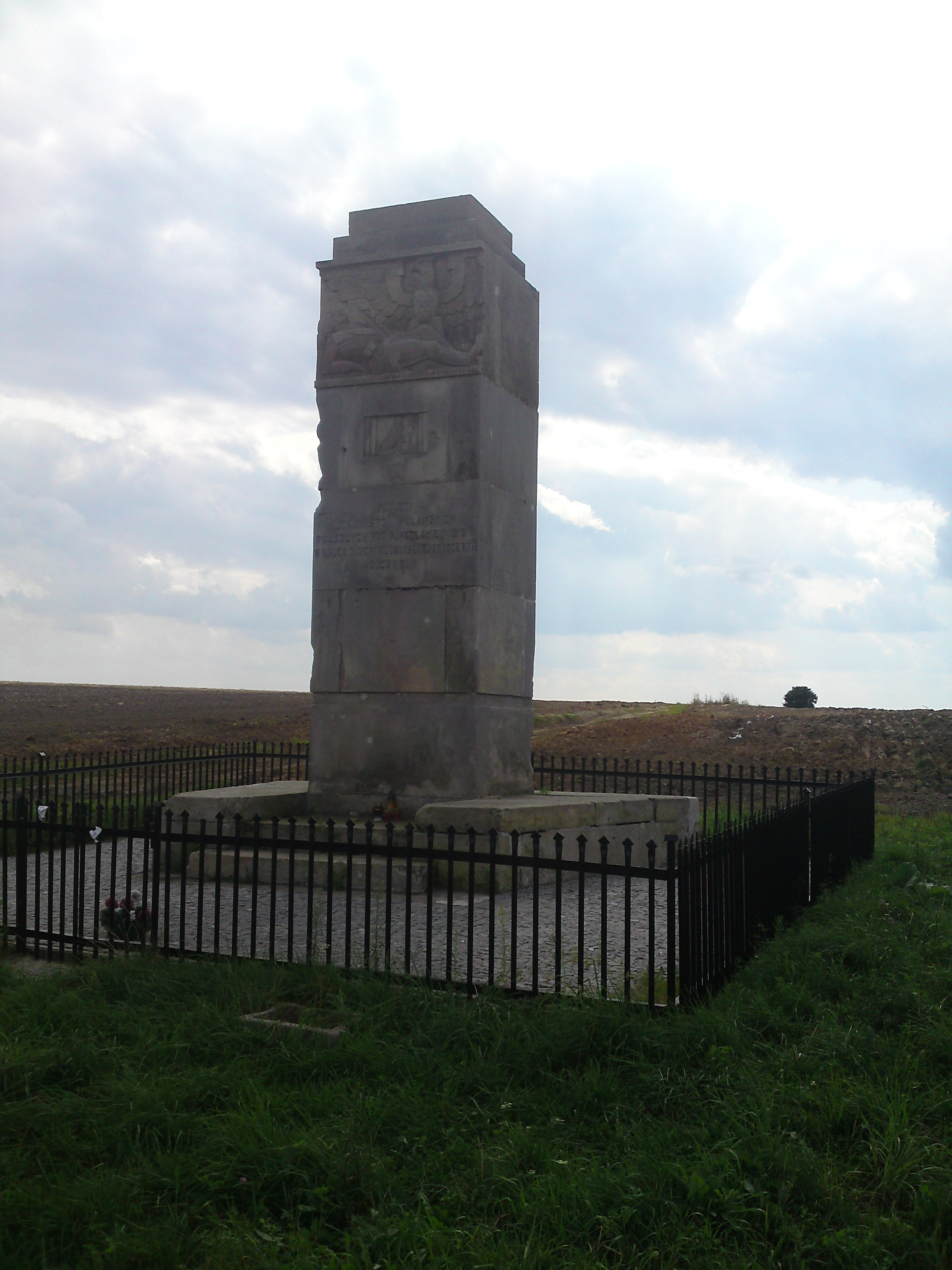
Pomnik Legionu Puławskiego w Pakosławiu

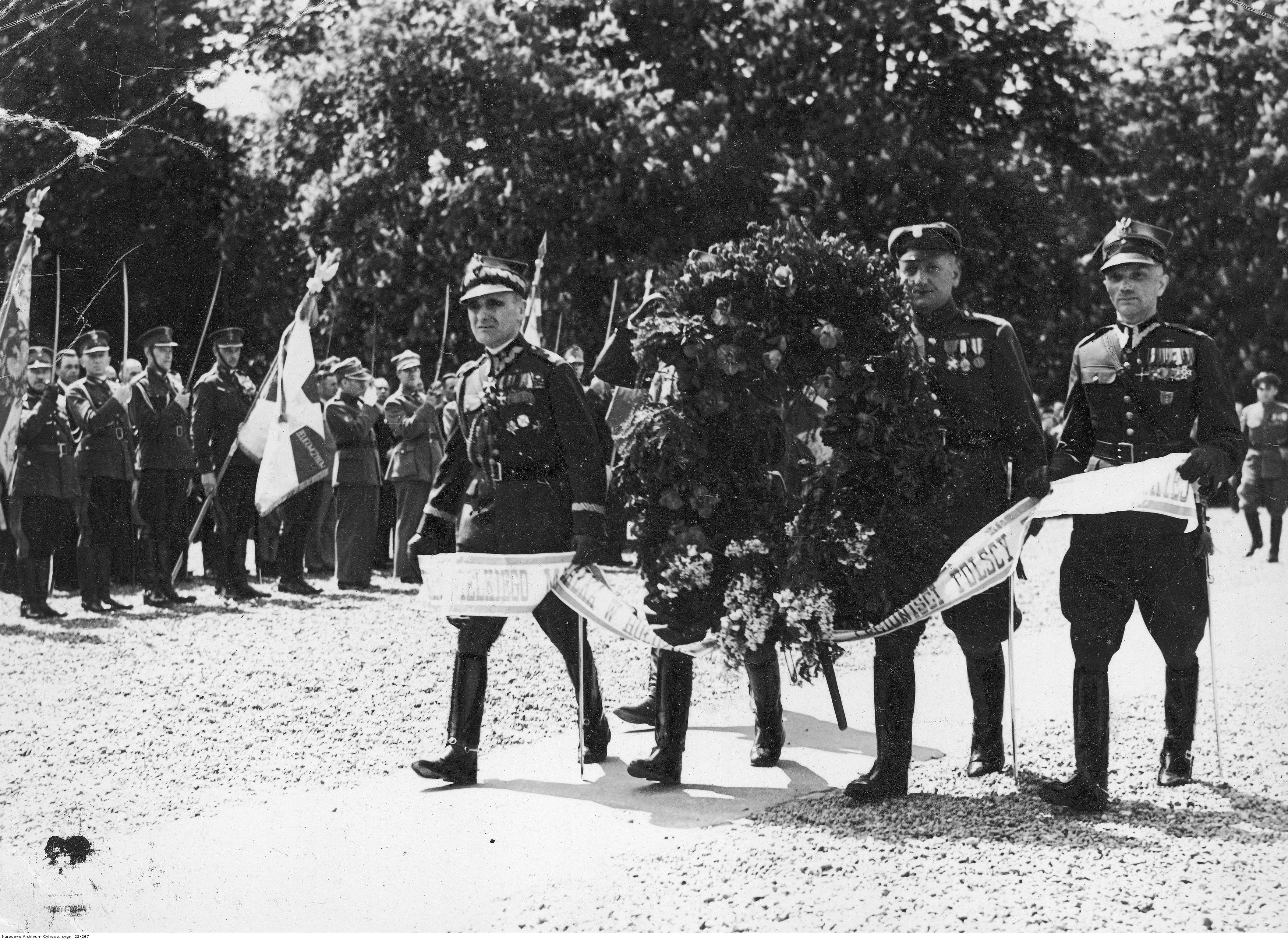
Dwudziesta czwarta rocznica bitwy pod Pakosławiem. Generał Sergiusz Zahorski (na lewo od wieńca) wraz z byłymi żołnierzami Legionu Puławskiego składają wieniec w Belwederze

Bitwa pod Pakosławiem – potyczka stoczona w nocy z 19 na 20 maja 1915 pod Pakosławiem w rejonie Iłży podczas odwrotu wojsk rosyjskich w czasie I wojny światowej; chrzest bojowy polskiego Legionu Puławskiego.

## Geneza
Na początku 1915 roku, w składzie wojsk Imperium Rosyjskiego został sformowany z inicjatywy Komitetu Narodowego Polskiego Legion Puławski, składający się z ochotników – Polaków. W lutym 1915 roku Legion został oficjalnie przemianowany przez władze na 739 drużynę nowoaleksandryjską Państwowego Pospolitego Ruszenia, lecz wewnątrz jednostki zachowywano dotychczasową nazwę. 20 marca 1915 Legion w sile batalionu został skierowany na front w skład Korpusu Grenadierów Moskiewskich, licząc około 1000 żołnierzy i oficerów, w tym ok. 800 „bagnetów” (stanu pododdziałów liniowych). Po rozpoczęciu ofensywy państw centralnych i odwrotu wojsk rosyjskich 18 maja, Legion znalazł się w Krzyżanowicach, 3 kilometry na północ od Iłży. Wzdłuż wschodnich brzegów błot pakosławskich od Michałowa i dalej do Pakosławia rozciągał się przedni skraj obrony rosyjskiej. Od połowy maja niemieckie oddziały Landwehry próbowały bez skutku zepchnąć oddziały rosyjskie z dogodnej do obrony rubieży. Ci kontratakowali i odrzucali Niemców. Polacy w tych walkach byli dwukrotnie wprowadzani do działań bojowych. Pierwszy raz w nocy z 19 na 20 maja pod Pakosławiem, drugi raz 15 czerwca pod Michałowem.

## Pakosław
W nocy z 19 na 20 maja Legion Puławski otrzymał rozkaz nocnego marszu przez „pakosławskie błota” w kierunku pozycji niemieckich. Żołnierze zmuszeni zostali do pozostawienia na pozycjach rzeczy osobistych, chlebaków (sucharek), menażek oraz wszystkiego co podczas przemarszu mogło zdradzić pozycję. Żołnierze otrzymali kategoryczny zakaz palenia machorki w trakcie przeprawy i jakichkolwiek rozmów. Teren bagien był trudny i niebezpieczny, trzęsawiska oraz doły po wydobyciu torfu były śmiertelnymi pułapkami. Około godziny 21:00 kompanie zaczęły posuwać się przez trzęsawiska. Zbliżywszy się na odległość kilkudziesięciu kroków do niemieckich okopów legioniści poderwali się do szturmu. Straty były znaczne, od ognia karabinów i karabinów maszynowych, przy czym część kul, według relacji, była eksplodująca. Dwa przednie plutony, przebyły bez strzału druty kolczaste i uderzyły na bagnety, zdobywając pobliski odcinek okopów. Ubłoceni i przemoczeni Polacy po krótkiej wymianie ognia wtargnęli w niemieckie transzeje, rozpoczynając starcie na bagnety. Padł dowódca, a plutony straciły ¾ swego stanu i wycofały się. Wówczas podpułkownik Antoni Reutt poprowadził do boju 4 kompanię. Czterokrotne ataki załamały się z wielkimi stratami, podczas gdy Niemcy podsyłali posiłki. Widząc beznadziejność dalszej walki, dowódca Legionu wydał rozkaz do odwrotu, wykonany z niechęcią przez żołnierzy, pod ogniem nieprzyjaciela. W boju tym straty wyniosły: 42 zabitych, 60 rannych i 11 przepadłych bez wieści, z 493 żołnierzy, którzy wyruszyli wieczorem do natarcia. W bitwie ranny został dowódca Legionu podpułkownik Antoni Reutt. Dzielnie spisali się sanitariusze i telefoniści, okupując swe poświęcenie ofiarą w liczbie 4 zabitych. Legion Puławski po boju pod Pakosławiem został wycofany do drugiego rzutu i ześrodkował się w rejonie Krzyżanowic i Starosiedlic, gdzie realizował zadania szkoleniowe. Po doświadczeniach walk pod Pakosławiem i szkoleniu stał się doświadczonym pododdziałem frontowym.
Po walkach w rejonie Pakosławia front pod Iłżą zamarł na prawie miesiąc. Zaczęła się wojna pozycyjna. Żołnierze przygotowywali sieci okopów strzeleckich, okrywanie ich drewnem i workami z piaskiem. Na przedpolu powstawał gąszcz nieprzebytych zapór z drutu kolczastego, poprzeplatanych licznymi minami-pułapkami. Na tyłach budowano schrony i ukrycia na sprzęt, artylerię i kwatery dla żołnierzy.

## Michałów
W połowie czerwca, w czasie zmiany w obronie jednostek rosyjskich w rejonie Michałowa i Pakosławia, dowództwo brygady strzeleckiej postanowiło użyć części Legionu do ubezpieczenia tego działania. Dokonano tego jednak we wschodnim stylu, nie licząc się ze stratami. 15 czerwca 1915 pułkownik Jan Rządkowski otrzymał rozkaz obsadzenia rosyjskiej linii obronnej pomiędzy Michałowem a Pakosławiem. Ponieważ legionistom nie pozostawiono czasu na przygotowanie się do działań, dowódca Legionu zarządził alarm 4 kompanii kapitana Witolda Komierowskiego rozlokowanej najbliżej Michałowa w Starosiedlicach. Pod nieobecność jej dowódcy kompanię tę poprowadził w kierunku rosyjskich okopów chorąży Rafał Sołtan. W obronie rosyjskiej między Michałowem a Pakosławiem panował olbrzymi nieład. Niemcy po rozpoznaniu ruchu wojsk na pierwszej linii najpierw otworzyli gwałtowny ogień karabinowy, a następnie z dział i moździerzy. Obawiano się, że przeciwnik wykorzysta to zamieszanie do uderzenia. Zajmowanie pozycji przed rosyjskimi zaporami trwało około pół godziny, po których nieprzyjacielscy żołnierze przeszli do natarcia czołgając się ze stalowymi tarczami. Polacy nie cofnęli się jednak i doszło do wielogodzinnej wymiany ognia na bardzo bliskich odległościach. W takich warunkach walki ogniowej 4 kompania chorążego Sołtana przetrwała prawie 18 godzin. Już wydawało się, te zginą wszyscy. W końcu pomoc zorganizował dowódca Legionu Puławskiego pułkownik Rządkowski, który siłami rosyjskiego batalionu strzelców oraz półkompanii Legionów wykonał kontratak na prawe skrzydło nacierających Niemców. Gwałtownie wykonane uderzenie spowodowało starcia na bagnety. Niemcy po ataku na bagnety wycofali się pozostawiając na przedpolu 26 stalowych tarcz, które później zostały wykorzystane przez legionistów. 
Jeszcze przez około dwa tygodnie po walkach pod Michałowem Legion Puławski pozostawał w rejonie Krzyżanowic i Starosiedlic. Pod koniec czerwca front pod Iłżą został przełamany i wojska rosyjskie zostały zmuszone do wycofania się. Początkowo odbywało się to w krwawych walkach odwrotowych, a później nabrało cech ucieczki. Wkrótce Legion dopełniony został 800 legionistami z II Legionu.

## Podsumowanie
Po bitwie pakosławskiej i po następnych, które odbyły się 20 sierpnia pod Nurcem i 10 września pod Zelwą, w Legionie zostało 100 żołnierzy. Inni zginęli lub zostali ranni. Walki nie oszczędzały też oficerów, nie było ani jednego, który nie byłby ranny. Bohaterska postawa żołnierzy Legionu otworzyła narodowi polskiemu drogę do niepodległości. Legion rozwiązano w połowie października, a żołnierzy wcielono do Brygady Strzelców Polskich. Z dwóch szwadronów ułanów sformowano początkowo dywizjon ułanów, a następnie 1 Pułk Ułanów.
W latach 20. XX wieku prochy poległych żołnierzy Legionu Puławskiego zebrano z pól bitewnych i pochowano we wspólnej mogile w pobliżu majątku Pakosław. W Pakosławiu postawiono pomnik Legionu Puławskiego z napisem:

Pamięci Legionistów Puławskich poległych pod Pakosławiem 1915 r. w walce o niepodległość i zjednoczenie Ojczyzny.

Walki pod Pakosławiem zostały upamiętnione na Grobie Nieznanego Żołnierza w Warszawie, napisem na jednej z tablic, w okresie II RP i po 1990 „PAKOSŁAW 19–20 V 1915”.